# 발라퀜타
발라퀜타(퀘냐로 "발라들의 이야기")는 J.R.R 톨킨의 실마릴리온 둘째 장에 해당하며, 1977년에 톨킨 사후 그의 아들 크리스토퍼 톨킨이 편집하여 출간한 책이다.